# شورش‌های سامری‌ها
شورش‌های سامری‌ها (انگلیسی: Samaritan revolts) مجموعه‌ای از شورش‌ها در استان فلسطین اول بود که توسط سامری‌ها علیه امپراتوری بیزانس راه اندازی شد. این شورش‌ها با خشونت شدید از هر دو طرف مشخص شد و سرکوب وحشیانه آنها به دست بیزانسی‌ها و متحدان آنها غسانیان جمعیت سامری‌ها را به شدت کاهش داد. این رویدادها به‌طور غیرقابل برگشتی جمعیت‌شناسی منطقه را تغییر داد و مسیحیان را به تنها گروه غالب در استان فلسطین اول برای چندین دهه به بعد تبدیل کرد.

به دنبال دوره  جنگ‌های یهود و روم، جامعه یهودی غالب در سراسر یهودیه و سواحل تقریباً منقرض شد.